# Лія Джеффріс
Лія Сава Джеффріс (англ. Leah Sava Jeffries; [sə.ˈveɪ]) — американська акторка та модель, яка дебютувала в американській музичній драмі «Імперія», а пізніше в повнометражному бойовику «Звір». У 2022 році отримала роль Аннабет Чейз у телевізійній адаптації серії фантастичних романів Ріка Ріордана «Персі Джексон та Олімпійці».

## Життєпис
Народилася в Детройті в родині Лії Джеффріс і Флойда С. Джеффріса молодшого. У неї є старший брат Флойд Джеффріс, який також є актором та моделлю. Лія Джеффріс живе в Лос-Анджелесі.

## Кар'єра
Джеффріс працювала моделлю для дитячих товарів для «Дочки Керол». Акторський дебют відбувся у віці 5 років у серіалі «Імперія».
5 травня 2022 року Джефріс оголосили виконавицею ролі Аннабет Чейз у серіалі «Персі Джексон та Олімпійці».
У серпні 2022 року на екрани вийшов фільм «Звір», у якому Джеффріс зіграла Нору Семюелс. Пізніше того ж року вийшов фільм «Дещо з Тіффані», у якому Джеффріс зіграла Дейзі Грін.

## Фільмографія

### Фільми
| Рік  | Демонструвати   | Роль         | Примітки           |
| ---- | --------------- | ------------ | ------------------ |
| 2018 | Віра під вогнем | Фіона        | Телевізійний фільм |
| 2019 | PawParazzi      | Монік        |                    |
| 2022 | Звір            | Нора Семюелс |                    |
| 2022 | Щось із Тіффані | Дейзі Грін   |                    |

### Серіали
| Рік       | Демонструвати              | Роль         | Примітки         | Посилання |
| --------- | -------------------------- | ------------ | ---------------- | --------- |
| 2015-2016 | Імперія                    | Лола Ліон    | Повторювана роль | [ 7 ]     |
| 2018-2019 | Рел                        | Бренді       | 11 серій         | [ 9 ]     |
| 2023–нині | Персі Джексон та Олімпійці | Аннабет Чейз | Головна роль     | [ 8 ]     |

## Нагороди та номінації
| Рік  | Нагорода           | Категорія                                                                      | Робота                     | Результат    | Примітки |
| ---- | ------------------ | ------------------------------------------------------------------------------ | -------------------------- | ------------ | -------- |
| 2024 | NAACP Image Awards | Видатна гра молоді (серіал, спеціальний фільм, телефільм або обмежений серіал) | Персі Джексон та Олімпійці | В очікуванні | [ 10 ]   |